# مارك هاريس (صحفي)
مارك هاريس (بالإنجليزية: Mark Harris)‏ هو صحفي أمريكي، ولد في 25 نوفمبر 1963.